# Sankt Peders kyrka
Sankt Peders kyrka eller Lödöse (gamla) kyrka är en kyrkobyggnad belägen i Lödöse i Lilla Edets kommun. Sedan 2010 tillhör kyrkan Lödöse församling (tidigare Sankt Peders församling) i Göteborgs stift.

## Historia
Från 1731 fanns en tornlös stenkyrka, som i sin tur ersatte den träkyrka, som uppfördes efter att den medeltida kyrkan förstörts under danska truppers angrepp. Detta tros ha skett 1565 under Nordiska sjuårskriget, då den danske överbefälhavaren Daniel Rantzau (1529–1569) brände ner Lödöse under sitt återtåg från Västgötaslätten mot Varberg. I 1731 års kyrka fanns takmålningar som utförts 1751 av Ditlof Ross. Tio brädor har bevarats och finns uppsatta i den nya kyrkans torn.

## Kyrkobyggnaden
Den nuvarande kyrkan i nyklassisistisk stil uppfördes 1845-1846 och invigdes 1847. Kyrkan står på samma plats som sina tre föregångare.

## Inventarier
- I vapenhuset finns fyra gravstenar som är bevarade från 1300-talet.
- På södra tornväggen finns målningsfragment från en tidigare kyrkas takmålningar.
- Delar av altaruppsatsen kommer från den tidigare kyrkan.
- Dopfunten från 1200-talet är huggen av den s.k. Lödösemästaren, men är hämtad från Skepplanda kyrka. Den ursprungliga kyrkan som troligen var från 1100- eller 1200-talet, hade byggts till senare under medeltiden. Den var helgad åt aposteln Petrus och omnämndes 1330 som ecclesia beati Petri.
- Predikstolen tillkom 1864.
- Genom en donation 1947 fick kyrkan åtta tavlor utförda av Erik Abrahamson som skildrar aposteln Petrus liv.

### Orglar
- Läktarorgeln har en fasad byggd 1866 av Johan Nikolaus Söderling. Verket har byggts om och utökats först på 1930-talet med två stämmor, därefter 1947 av Hammarbergs Orgelbyggeri AB till tretton stämmor och senast 1976 av John Grönvall Orgelbyggeri. Den har nu arton stämmor fördelade på två manualer och pedal. I pipverket finns äldre material från skilda tider.[2]
- Kororgeln är byggd av John Grönvall 1982 och har sex stämmor fördelade på manual och pedal.[3]

## Bilder

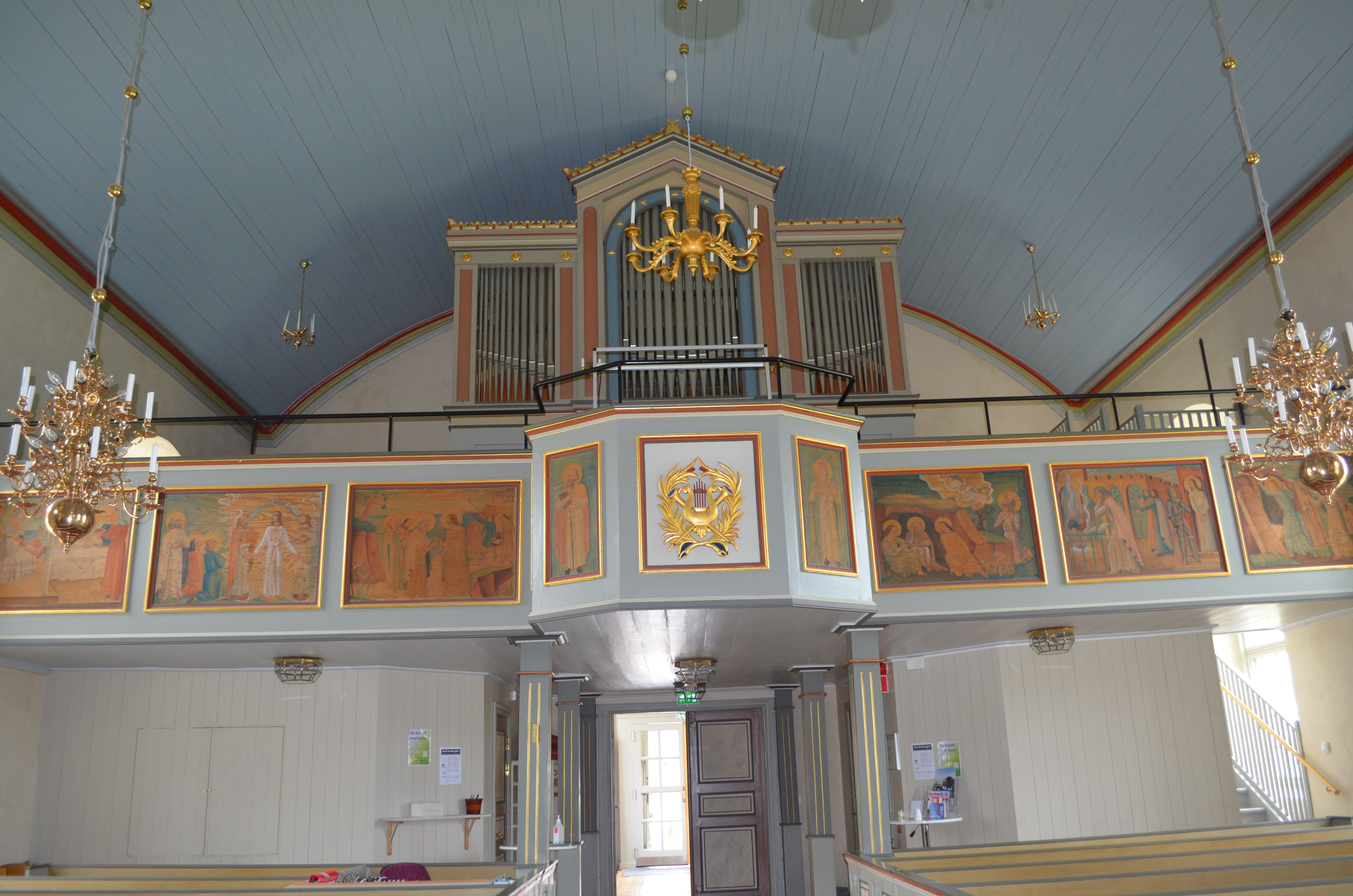
Sankt Peders Kyrkas kyrkorgel.
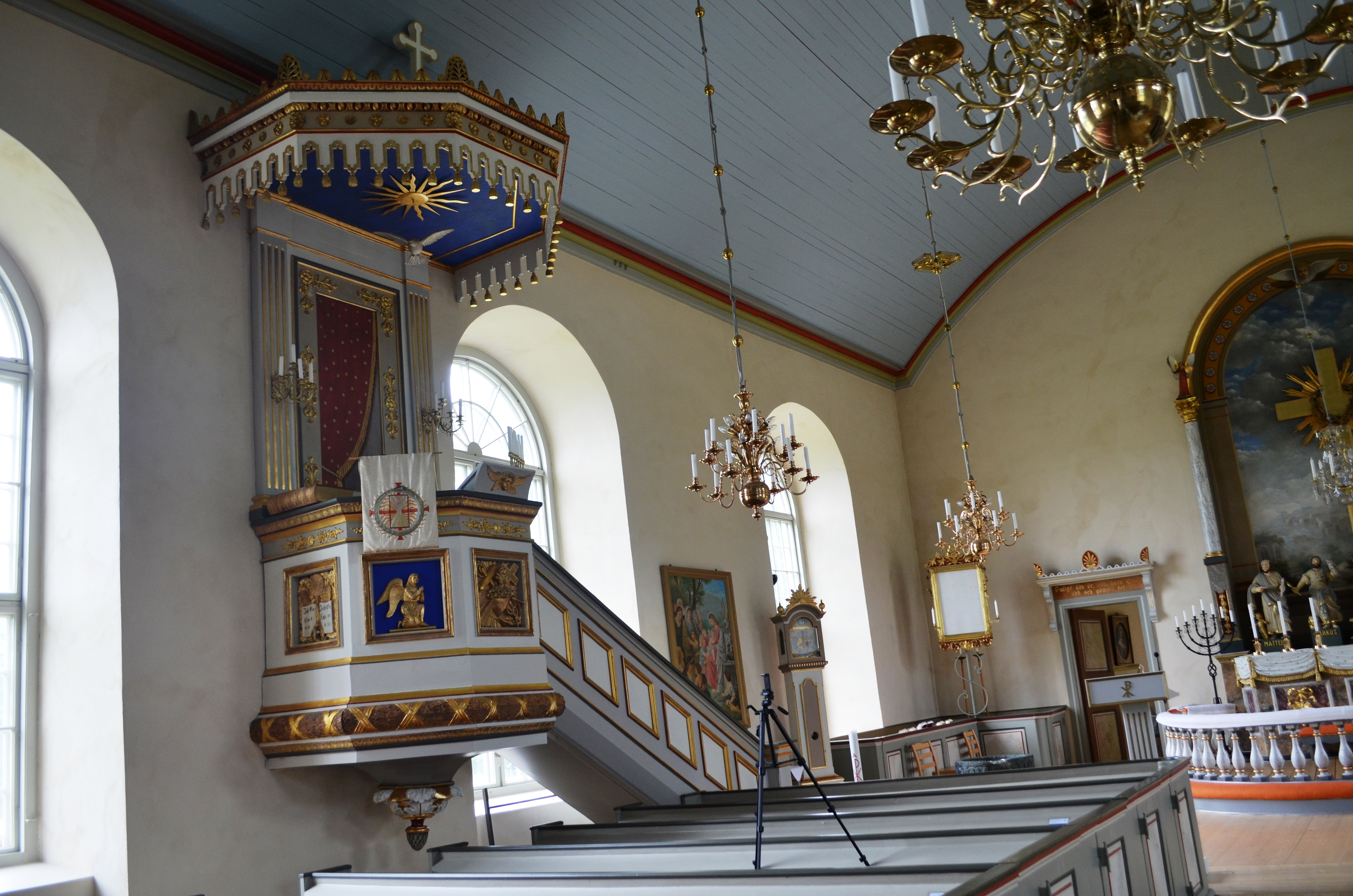
Sankt Peders Kyrkas predikstol.
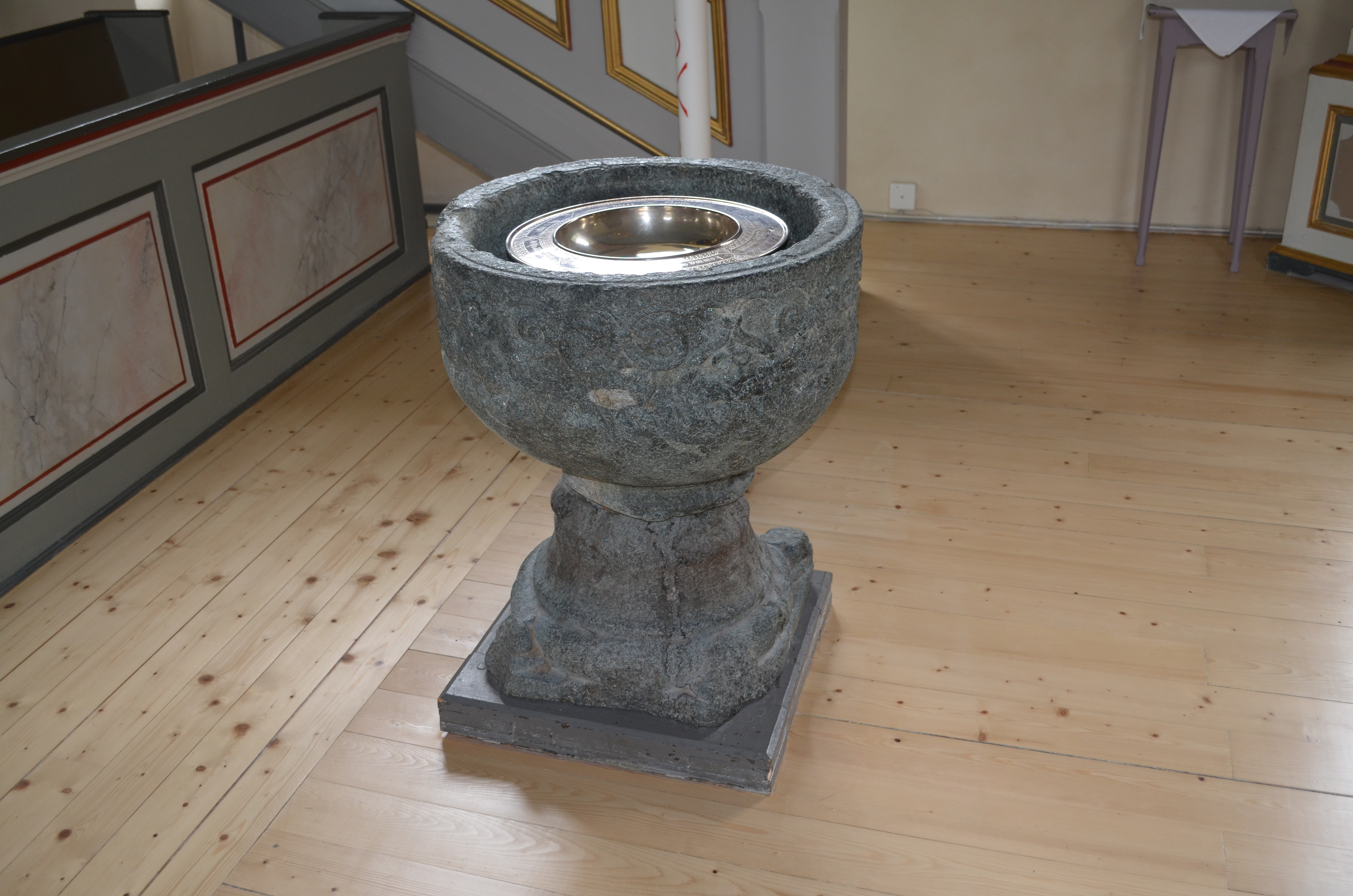
Sankt Peders Kyrkas dopfunt.
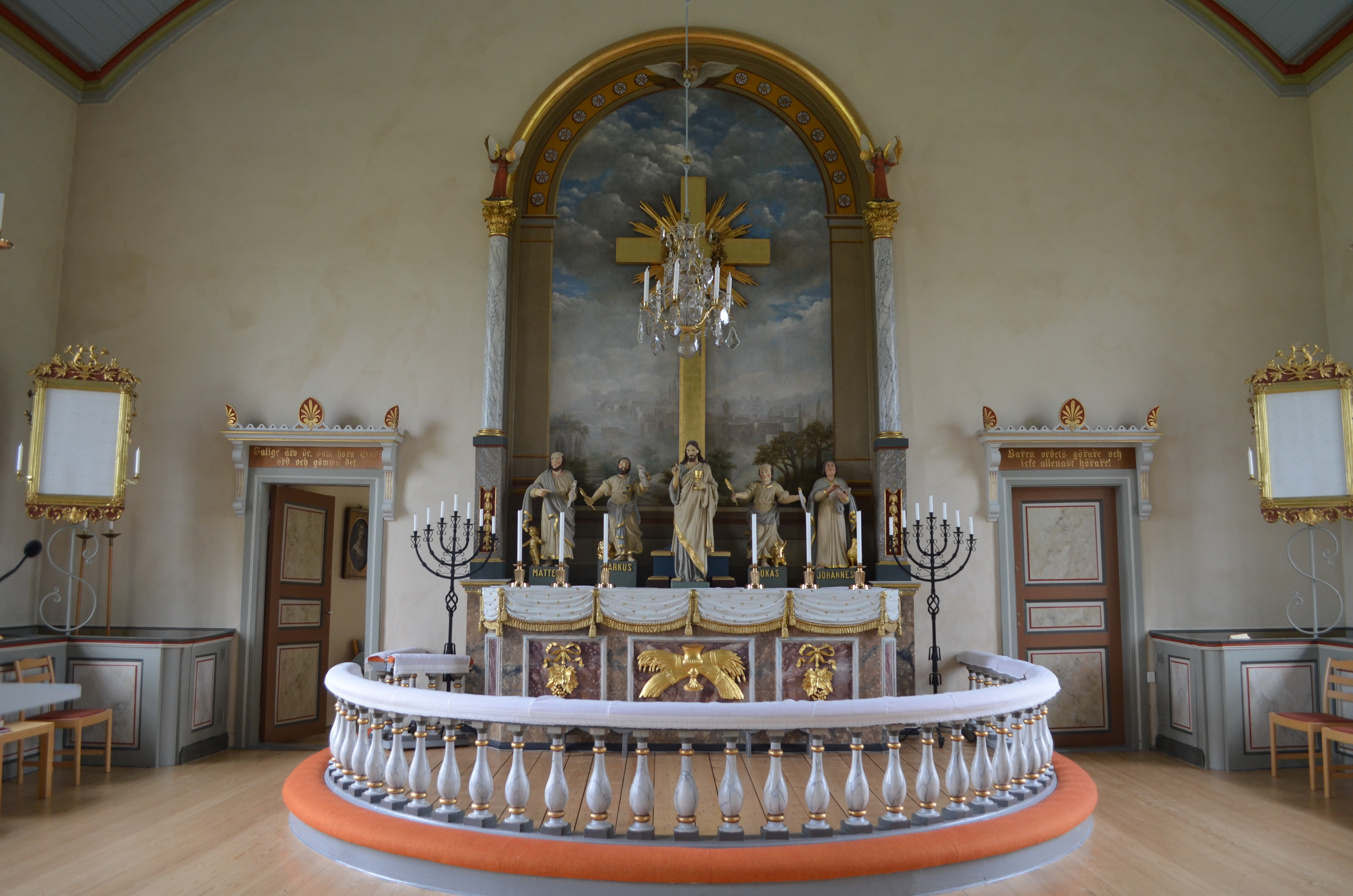
Sankt Peders Kyrkas altare.